# Качамак
Качамак (от турски език – kaçamak) е традиционно балканско ястие, важна част от българската национална кухня, разпространено и в Северна Македония, Албания, Босна и Херцеговина, Черна гора, Сърбия, страните от Кавказкия регион, Турция. Приготвя се от царевичен грис или едро смляно царевично брашно. Ястието е подобно на италианската полента и на румънската мамалига.
Сместа се вари във вода с щипка сол на тих огън при непрекъснато бъркане с т.нар. бъркалка „качамилка“, до получаване на каша с желаната гъстота. Процесът на варене трае около 40 минути. Съдът се дърпа от огъня, добавя се масло, сместа се разбърква бързо и се захлупва за около 15 – 30 мин., в зависимост от количеството. Така, продуктът набъбва още повече, и поема водата.
Използван като заместител на хляб в ежедневното хранене, качамакът може да се нареже на парчета и да се сервира по различни начини – сладък или солен.
В някои краища на България се полива със запържена с червен пипер свинска мас, сирене, каймак или свински пръжки (известни и като джумерки). За десерт качамакът може да се залее с изваряван сок от захарна тръстика или захарно цвекло, наричан адъ, петмез или маджун. В Североизточна България се приготвя и шупла (сладкиш от царевично брашно). Известен е по света под различни имена, но съставът му е един и същ, запазен през вековете до днес.

## История
В България качамакът се налага през XVIII век с навлизане отглеждането на царевица като земеделска култура и по-лесното и продължително съхранение на царевицата като земеделски продукт. Бързото приготвяне като храна на този вид хляб е особено примамливо за българката, поради нейната голяма натовареност – тежък селски труд и отглеждане на многобройна челяд.
Преди да се появи царевицата в България (а и след това), по технологията за „пареното“ (варено и задушено) тесто от просо се е приготвял просеник – с вода се забърква каша от просено брашно, изсипва се в тава и се пече.
В миналото всички зърнени култури са се мелели на мелници-караджейки (между два камъка, без пресяване на трици и люспи), при което в брашната остават всички съставки на зърното.

## Производство на царевица
Производството на царевица е най-добрия показател за ползването ѝ като храна. В Ориенталския отдел на Народната библиотека в София е запазен турски данъчен регистър от 1871 г. от който се вижда, че са произведени и са обложени с данък десятък в Оряховската каза (гр. Оряхово) както следва:
- царевица 1 437 761 килѐ
- ечемик 771 490 килѐ
- пшеница 453 830 килѐ
- овес 237 650 килѐ
- просо 40 493 килѐ
- ръж 4602 килѐ.

За справка – едно тогавашно берковско килѐ е с тегло 70 kg, а едно цариградско килѐ – 40 kg.